# Рогоза Олександр Францевич
Рогоза́ (Рагоза́) Олекса́ндр Фра́нцович (8 червня 1858 — 29 червня 1919) — український військовий діяч, генерал від інфантерії Російської імператорської армії родом із Київщини, командир корпусу перед Першою світовою війною, у 1915—1917 роках — командувач 4-ї російської армії. Військовий міністр Української Держави у 1918 р.

## Життєпис
Походив з українських священнослужителів, дворян Вітебської губернії. Навчався в Полоцькій військовій прогімназії. Військову освіту отримав в Михайлівському артилерійському училищі, випущений в 3-ю гвардійську та гренадерську артбригаду. Служив у лейбгвардії 3-й артилерійській бригаді (Варшава), у складі якої брав участь в російсько-турецькій війні.
В 1883 р. закінчив Миколаївську академію Генерального штабу. З 22 листопада 1883 р. — старший ад'ютант штабу 5-ї піхотної дивізії. З 11 січня 1888 р. — помічник старшого ад'ютанта Приамурського військового округу. З 1 липня 1888 р. — старший ад'ютант військової канцелярії при військовому губернаторі Приморської області.
З 28 січня 1891 р. — начальник стройового відділу Керченської фортеці. З 30 серпня 1892 р. — полковник. З 4 вересня 1896 р. — начальник штабу 32-ї (Рівне), а з 10 березня 1898 р. — 5-ї піхотних дивізій (Житомир).
З 27 квітня 1900 р. — командир 18-го піхотного Вологодського полку (Новоград-Волинський). З 2 березня 1904 р. — генерал-майор, командир 1-ї бригади 27-ї піхотної дивізії, з 22 жовтня того ж року — начальник штабу 3-го армійського корпусу, з 16 червня 1906 р. — комендант Дюнамюндської фортеці. З 13 квітня 1908 р. — генерал-лейтенант. З 17 березня 1909 р. — начальник 19-ї піхотної дивізії, з якою і вступив в Першу світову війну.
Діючи в складі 4-ї армії генерала Еверта, в Таневській битві 21—24 червня (4—7 липня) 1914 р. відзначився в боях при Вільколазе та Уржендові, де доручені йому сили нанесли поразку частинам 4-ї австрійської армії. З 27 вересня 1914 р. — командир XXV АК. З 30 серпня 1915 р. — командувач 4-ю армією. 5 (18) березня 1916 р. розпочав Нароцьку операцію.  
Після Лютневої революції зберіг за собою посаду командувача армією, але 21 листопада 1917 р. відсторонений від командування більшовиками.

## За часів Української Держави

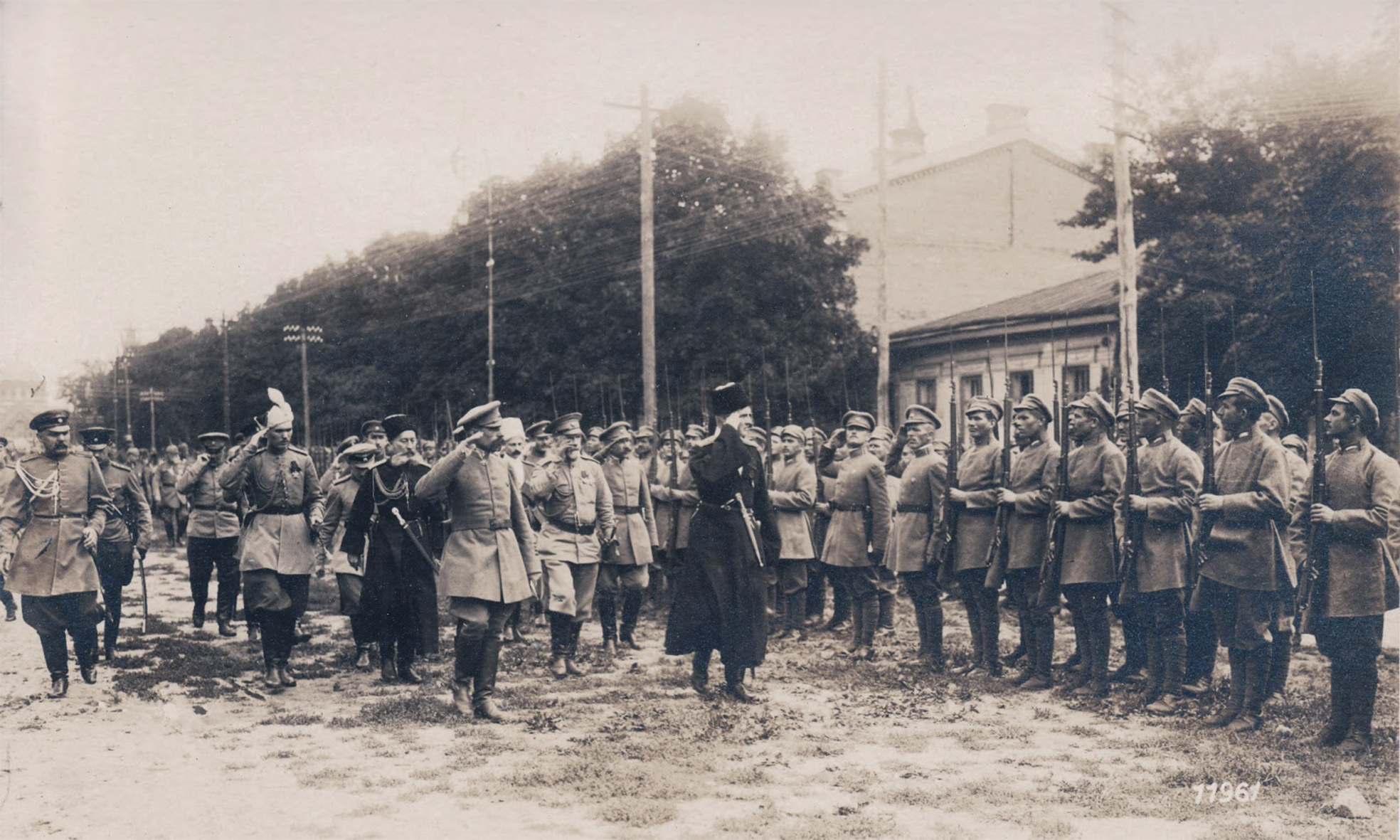
Гетьман Павло Скоропадський оглядає Сірожупанників. Позаду гетьмана військовий міністр Олександр Рогоза, 27 серпня 1918 р.

Німецький та український генералітет. Сидять зліва направо: 2-й Олександр Лігнау, 4-й Олександр Рогоза, 5-й Гюнтер фон Кірхбах, 7-й Вільгельм Ґренер

10 квітня 1918 р. подав заяву про вступ до української армії. Від 30 квітня 1918 р. запрошений гетьманом Павлом Скоропадським на посаду військового міністра в уряді Федора Лизогуба. Був у званні Генерального бунчужного (відповідало царському званню повного генерала). Під керівництвом Олександра Рогози розгорнуто діяльність по створенню Збройних сил Української Держави. До цієї роботи залучив ряд генералів, прихильників української державності: С. Дельвіга, М. Юнакова, О. Натієва, М. Омеляновича-Павленка та ін. Реорганізував Генеральний штаб, який одразу ж приступив до формування восьми стрілецьких корпусів. У військах впроваджувалась українська мова, реформувались Запорізький корпус, Сердюцька, Сіра і Синя дивізії, відновлювалось українське козацтво. Під час візиту Павла Скоропадського до Німеччини був призначений Радою Міністрів до складу Колегії Верховних Правителів, що заміняла гетьмана в час його відсутности. З 23 листопада знаходився в підпорядкуванні гетьмана Скоропадського.

## В Одесі
Після повалення Української Держави у листопаді 1918 р. Олександра Рогозу усунули з посади військового міністра. 15 грудня 1918 р. арештований за наказом Директорії, але незабаром був звільнений. Маючи на меті дістатися Кубані або ж виїхати за кордон, тимчасово зупинився в Одесі, де тоді перебували частини, що оголосили про підтримку Добровольчої армії, та війська Антанти. У березні 1919 р. відмовився евакуюватися з Одеси та залишився в місті, яке зайняли червоні. Після здобуття міста вояками Григор'єва був заарештований. За відмову перейти на службу до Червоної армії розстріляний більшовицьким ВНК 29 червня 1919 року на Катерининській площі.